# Полярна координатна система
Полярна координатна система е двумерна координатна система, в която всяка точка в равнината се определя с две числа – полярен ъгъл и полярен радиус. Полярната координатна система е особено полезна в случаите, когато връзката между точките е по-лесна за изразяване чрез радиуси и ъгли, докато в по-разпространената декартова координатна система (или правоъгълна координатна система) тази връзка може да се изрази математически само чрез прилагането на тригонометрични уравнения.
Полярната система съдържа лъч при 0 градуса, който се нарича полярна ос. Точката, от която излиза полярната ос, се нарича начало или полюс. Всяка точка в равнината се определя от двете полярни координати: радиална и ъглова. Радиалната координата (обикновено се означава с {\displaystyle r}) съответствува на разстоянието от точката до началото. Ъгловата координата, която се нарича полярен ъгъл или азимут и се означава с {\displaystyle \varphi }, е равна на ъгъла, на който полярната ос трябва да се завърти срещу часовниковата стрелка, за да достигне тази точка.
Определената по този начин радиална координата може да приема значения от нула до безкрайност, а ъгловата координата се изменя в границите от 0° до 360°. Понякога за удобство областта от възможни значения на полярната координата може да бъде разширена извън границите на пълния ъгъл или да ѝ се присвоят отрицателни стойности, което съответства на завъртане на полярната ос в посока, обратна на часовниковата стрелка.